# Виникаюча церква
Виникаюча церква (англ. Emerging church) — сучасний євангельський рух. Заснований у 2001 році. Ініціатори руху: Алан Джонс, Боб Гаєт, Ден Кімбелл (Dan Kimball), Джейсон Кларк. Мета Виникаючої церкви — втілення євангелія царства Божого в еклектичну культуру постмодернізму. Її послідовники — це трансденомінаційна група в першу чергу західних християн, які прагнуть інтегруватися в постмодерністську культуру і повернутися обличчям до таких найважливіших соціальних і економічних проблем як расизм, рабство, бідність, соціальна несправедливість і забруднення довкілля. Вони переконані, що євангельська церква повинна бути відкритим співтовариством, спільнотою творчості та навчання, місцем, де до людей з різними поглядами ставляться з однаковою повагою. Ідеологи руху пропагують еклектичне використання містеріальності і традицій в поклонінні. Їх мета — вийти за рамки звичних уявлень про духовність і віросповідання. Вони вважають, що богослов'я краще розглядати як прагнення до краси і Божої істини, а не як пошук логічних тверджень, текстуальних аргументів і доктринальних формулювань.